# Evangelia

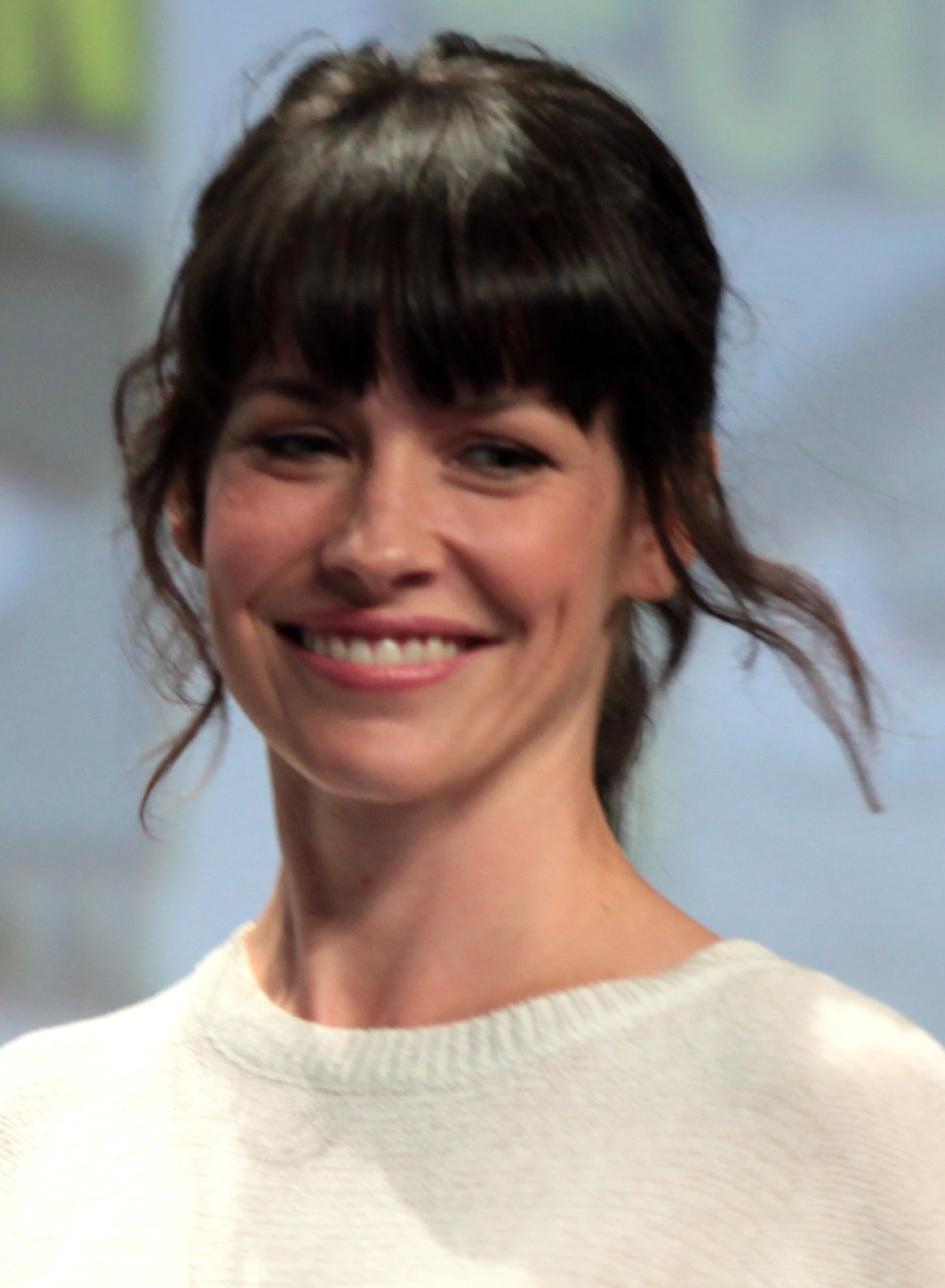
Evangeline Lilly

Evangelia och Evangelina är latinska kvinnonamn som härstammar från det grekiska ordet evangelion. Det är sammansatt av orden ev som betyder och angelon som betyder sändebud eller ängel. En annan variant av namnet är Evangeline
Den 31 december 2014 fanns det totalt 196 kvinnor folkbokförda i Sverige med namnet Evangelia, varav 143 bar det som tilltalsnamn. Motsvarande siffror var 90 respektive 35 för Evangelina och 276 respektive 99 för Evangeline.
Namnsdag: saknas

## Personer med namnet Evangelia, Evangelina eller Evangeline
- Evangeline Lilly, kanadensisk skådespelare och fotomodell
- Evangelia Valsama, grekisk skådespelare